# Çeltik, Silivri
Çeltik là một xã thuộc huyện Silivri, tỉnh Istanbul, Thổ Nhĩ Kỳ. Dân số thời điểm năm 2010 là 1.129 người.